# Esa-Pekka Salonen
Esa-Pekka Salonen (ur. 30 czerwca 1958 w Helsinkach) – fiński kompozytor, dyrygent, waltornista. Od sezonu 2020/2021 jest dyrektorem muzycznym San Francisco Symphony.

## Życiorys
Esa-Pekka Salonen urodził się 30 czerwca 1958 roku w Helsinkach. W latach 1973–1977 studiował grę na waltorni i kompozycję u Einojuhaniego Rautavaary (1928–2016) w Akademii Sibeliusa. Następnie studiował dyrygenturę u Jormy Panuli i uzyskał dyplom w 1980 roku. W trakcie studiów odbywał zagraniczne wyjazdy studialne w 1979 roku do Sieny, gdzie uczył się kompozycji u Franco Donatoniego (1927–2000), a w latach 1980 i 1981 do Neapolu, gdzie kształcił się pod kierunkiem Niccolò Castiglioniego (1932–1996).
W 1977 roku był współzałożycielem grupy Korvat auki (pol. „otwarte uszy”), która organizowała koncerty i seminaria na temat muzyki poważnej. W 1979 roku zadebiutował jako dyrygent z Orkiestrą Symfoniczną Fińskiego Radia. W 1981 roku wraz z dyrygentem Jukką-Pekką Saraste założył orkiestrę kameralną AVANTI!, która wykonywała utwory muzyki współczesnej. Od 1986 roku Salonen i Saraste organizowali własny festiwal muzyczny w Porvoo.
W 1983 roku poprowadził po raz pierwszy orkiestrę londyńskich filharmoników w zastępstwie za Michaela Tilsona Thomasa. W latach 1984–1995 był pierwszym dyrygentem Orkiestry Symfonicznej Szwedzkiego Radia. W latach 1985–1995 dyrygował gościnnie orkiestrami filharmoników w Oslo i Londynie oraz w operze narodowej w Helsinkach i w Sztokholmie. Kawaler francuskiego Orderu Sztuki i Literatury (1998). Odznaczony także medalem Pro Finlandia Orderu Lwa Finlandii. Od 2010 roku honorowy członek Amerykańskiej Akademii Sztuk i Nauk.
W latach 1992–2009 był dyrektorem muzycznym Los Angeles Philharmonic. Od 2008 do 2020 był pierwszym dyrygentem londyńskiej Philharmonia Orchestra. Brał udział w multimedialnych instalacjach RE-RITE i Universe of Sound, umożliwiających zwiedzającymi dyrygowanie i granie w orkiestrze poprzez projekcje audio i video. Współpracował nad utworzeniem aplikacji na iPad – The Orchestra. Od sezonu 2020/2021 Salonen jest dyrektorem muzycznym San Francisco Symphony.

## Muzyka
Pierwsze kompozycje tworzył w stylu neo-romantycznym, m.in. utwór na fortepian i waltornię Hornmusic 1 (1976). W 1980 roku napisał Koncert na saksofon altowy i orkiestrę wykorzystujący partie mówione – fragmenty twórczości Franza Kafki. Dalsze utwory są utrzymane w technice serialnej lub aleatorycznej, czasem wykorzystujące elektronikę.

### Wybrane dzieła
| Dorobek kompozytorski  | Dorobek kompozytorski | Dorobek kompozytorski |
| Gatunek/zespół         | Liczba                | Dzieła |
| ---------------------- | --------------------- | --- |
| Solowe z orkiestrą     | 7                     | Concerto for Alto Saxophone and Orchestra (1980), Mimo II (1992), Mania (2002), Wing on Wing (2004), Piano Concerto (2007), Violin Concerto (2009), Cello Concerto (2016)                                                 |
| Orkiestrowe            | 9                     | Giro (1982), LA Variations (1996), Gambit (1998), Foreign Bodies (2001), Insomnia (2002), Stockholm Diarey (2004), Hellix (2005), Nyx (2011), Pollux (2018)                                                               |
| Muzyka na septet       | 3                     | Catch and Release (2006); z solistami: Five Images After Sappho (1999), Mania (2000) |
| Muzyka na duet-sekstet | 6                     | Goodbye (1979), Prologue (1979), Meeting (1982), Second Meeting (1992), Memoria (2003), Homunculus (2007) |
| Solo                   | 11                    | Yta I (1982), Yta II (1985), Yta III (1986), Yta IIb (1987), Concert étude (2000), Dichotomie (2000), Lachen verlernt (2002), Pentatonic Étude (2008), knock, breathe, shine (2010), Sisar (2012), Invenzione and Chorale |
| Elektroakustyczne      | 1                     | Baalal (1982) |
| Chór a capella         | 3                     | Two Songs from Kalender Röd (2000), Dona Nobis Pacem (2010), Iri da iri (2014) |
| Chóralne (z orkiestrą) | 1                     | Karawane (2014) |
| Wokalne                | 1                     | Floof (Songs of Homeostatic Homer) (1988) |
| Taneczne               | 1                     | Mirage (2010) |